# قائمة آثار محافظة المفرق

محافظة المفرق.

تتناول هذه القائمة المواقع الأثرية المسجَّلة رسمياً لدى دائرة الآثار العامة التابعة لوزارة السياحة والآثار في محافظة المفرق شمال الأردن.

## القائمة
| الرقم | الاسم       | الوصف                        | الموقع | الإحداثيات | الصورة                                     |
| ----- | ----------- | ---------------------------- | ------ | ---------- | ------------------------------------------ |
| MA-01 | الفدين      | العصر البرونزي-البيزنطي      |        |            | صورة                                       |
| MA-02 | سما السرحان | العصر البرونزي-الأموي        |        |            | صورة                                       |
| MA-03 | أم الجمال   | العصر النبطي-الروماني        |        |            | العصر النبطي-الروماني · Upload file        |
| MA-04 | رحاب        | العصر البرونزي-المملوكي      |        |            | صورة                                       |
| MA-05 | أم القطين   | العصر الحجري الحديث-البيزنطي |        |            | العصر الحجري الحديث-البيزنطي · Upload file |
| MA-06 | أم السرب    | العصر الحجري الحديث-الإسلامي |        |            | صورة                                       |
| MA-07 | دير الكهف   | العصر النبطي-العثماني        |        |            | صورة                                       |
| MA-08 | قصر برقع    | العصر الروماني-الأموي        |        |            | صورة                                       |